# Comportamenti molto... cattivi!
Comportamenti molto... cattivi! (Behaving Badly) è un film del 2014 diretto da Tim Garrick, tratto dal romanzo autobiografico While I'm Dead Feed the Dog di Ric Browde, con protagonisti Nat Wolff e Selena Gomez.

## Trama
Il sedicenne Rick Stevens è innamorato della bella Nina Pennington, la ragazza più popolare della scuola. Quando lei lascia l'odiato e invidiato Kevin Carpenter, Rick scommette con Karlis Malinauskas, figlio di un boss della mafia lituana, che in due settimane possiederà la ragazza. Ne seguono una serie di bizzarre e rocambolesche disavventure che coinvolgono principalmente il ragazzo, il suo migliore amico Billy Bender e i relativi familiari.
Scampato alla mafia e fuggito da una relazione esclusivamente sessuale con la mamma dell'amico, l'intraprendente Rick riesce a ricucire il rapporto con la madre alcolizzata, scampata a un tentativo di suicidio, e con i due fratelli, per poi conquistare il cuore della bella Nina.

## Distribuzione
Il film è stato distribuito negli Stati Uniti in video on demand dal 1º luglio 2014 e nelle sale cinematografiche dal 1º agosto. In Italia è stato distribuito nelle sale cinematografiche dal 4 settembre.

## Critica
Il film è stato stroncato dalla critica, e ha ottenuto un punteggio pari allo 0/100 sul sito Rotten Tomatoes. Nonostante ciò, alcuni critici hanno lodato la performance di Selena Gomez nel ruolo di Nina.